# Bovista plumbea
Bovista plumbea Pers., 1795 è una specie di fungo della famiglia Agaricaceae.
Si riconosce per la cuticola (esoperidio) fragile, che si rompe come un uovo.

## Etimologia
Dal latino plumbeus = color piombo, per il colore che assume quando matura.

## Descrizione della specie

### Corpo fruttifero
Di forma globosa, aderente al suolo per rizoidi miceliari; 2–4 cm di diametro, con un involucro esterno (esoperidio) bianco, sottile e fragile ed uno interno (endoperidio) relativamente tenace inizialmente di colore bianco, a maturità grigio-piombo che si rompe alla sommità per l'emissione delle spore.

### Gleba
Bianca negli esemplari giovani, poi gradatamente verdastra-bruna sino a trasformarsi in polvere bruna.

### Spore
4,5-6 x 4.5-5.5μ µm, ovali e brune in massa.

## Distribuzione e habitat
Dalla primavera all'autunno, nei pascoli e prati incolti. Ubiquitaria. È diffusa in Europa.

## Commestibilità
Commestibile buono ma rende bene solamente "impanato";  cotto in altri modi è risultato un commestibile molto mediocre.
Come tutte le "vesce" è commestibile solo finché la gleba è bianco-candida.

## Tassonomia

### Sinonimi e binomi obsoleti
- Globaria plumbea (Pers.) Quél., Mém. Soc. Émul. Montbéliard, Sér. 2 5: 371 (1873)
- Globaria plumbea (Pers.) Quél., Mém. Soc. Émul. Montbéliard, Sér. 2 5: 371 (1873) var. plumbea
- Bovista plumbea Pers., Ann. Bot. (Usteri) 15: 4 (1795) var. plumbea
- Bovista plumbea Pers., Ann. Bot. (Usteri) 15: 4 (1795) f. plumbea
- Lycoperdon bovista Sowerby, Coloured figures of English Fungi or Mushrooms (London) 3: tab. 331 (1803)
- Lycoperdon suberosum (Fr.) Bonord.
- Bovista suberosa Fr., Syst. mycol. (Lundae) 3(1): 26 (1829)
- Endonevrum suberosum (Fr.) Czern., Bull. Soc. Imp. nat. Moscou 18(2, III): 151 (1845)
- Globaria plumbea var. suberosa (Fr.) Quél., Mém. Soc. Émul. Montbéliard, Sér. 2 5: 371 (1873)
- Lycoperdon plumbeum Vittad., Monograph Lyc.: 174 (1843)
- Bovista ovalispora Cooke & Massee, Grevillea 16(no. 78): 46 (1887)
- Bovista plumbea var. ovalispora (Cooke & Massee) F. Šmarda, (1958)
- Bovista brevicauda Velen., České Houby 4-5: 832 (1922)
- Bovista plumbea var. brevicauda (Velen.) F. Šmarda, Fl. ČSR, B-1, Gasteromycetes: 367 (1951)
- Bovista plumbea f. brevicauda (Velen.) F. Šmarda, Fl. ČSR, B-1, Gasteromycetes 12: 239 (1958)
- Bovista plumbea var. flavescens Hruby, Hedwigia 70: 350 (1930)[4]